# 奧喬
奧喬是非洲西南部國家納米比亞的城市，由庫內內區負責管轄，位於該國中部，是埃托沙國家公園的入口處，建城於1898年5月4日，2001年人口估計約6,013。

## 外部連結
- Up to date relavant information about Outjo and events around town